# Sergiolus angustus
Sergiolus angustus är en spindelart som först beskrevs av Banks 1904.  Sergiolus angustus ingår i släktet Sergiolus och familjen plattbuksspindlar. Inga underarter finns listade i Catalogue of Life.